# Scottish Premier Division 1989-1990
La Scottish Premier Division 1989-1990 è stata la 93ª edizione della massima serie del campionato scozzese di calcio, disputato tra il 12 agosto 1989 e il 5 maggio 1990 e concluso con la vittoria dei Rangers, al loro quarantesimo titolo, il secondo consecutivo.
Capocannoniere del torneo è stato John Robertson (Hearts) con 17 reti.

## Stagione

### Novità
Sulla base del ranking UEFA 1989, la Scozia vide ridursi a due i posti disponibili per l'accesso in Coppa UEFA.

### Formula
Le 10 squadre si affrontarono in match di andata-ritorno-andata-ritorno, per un totale di 36 giornate.

### Avvenimenti
Già dopo due gare, nessuna squadra poteva più vantare punteggio pieno ad eccezione del Celtic, che nelle settimane successive lottò per il primo posto assieme a un gruppo di diverse squadre, dalle quali fu solo l'Aberdeen a staccarsi e a comandare la classifica in solitaria.. Nelle retrovie, la situazione di classifica si mostrava estremamente equilibrata, con i Rangers che si ritrovarono ultimi in solitaria dopo tre gare e oscillarono fra la zona retrocessione e la lotta al vertice per diverse giornate, fin quando il 23 dicembre assunsero in via definitiva la guida della graduatoria. L'inizio del nuovo anno vide il declino del Celtic e l'allungo della capolista, che all'inizio di febbraio si ritrovò a +7 da Hearts e Aberdeen: grazie a questo vantaggio i Gers poterono marciare indisturbati verso il quarantesimo titolo, ottenuto con due gare di anticipo.
A maggio, la vittoria dell'Aberdeen in coppa nazionale permise al Dundee Utd di qualificarsi per la Coppa UEFA; in tal senso risultò decisiva l'ultima giornata del torneo dove il Celtic, avvantaggiato da una miglior differenza reti nei confronti dei Terrors, perse contro un Aberdeen in ogni caso qualificato per le competizioni europee.
Con due giornate di anticipo si era conclusa anche la lotta per non retrocedere, con un Dundee mai in grado di lasciare l'ultima posizione che occupava dall'ottava giornata.

## Classifica finale
Fonte:
|        | Pos. | Squadra     | Pt | G  | V  | N  | P  | GF | GS | DR  |
| ------ | ---- | ----------- | -- | -- | -- | -- | -- | -- | -- | --- |
|        | 1.   | Rangers     | 51 | 36 | 20 | 11 | 5  | 48 | 19 | +29 |
| [ 13 ] | 2.   | Aberdeen    | 44 | 36 | 17 | 10 | 9  | 56 | 33 | +23 |
|        | 3.   | Hearts      | 44 | 36 | 16 | 12 | 8  | 54 | 35 | +19 |
| [ 14 ] | 4.   | Dundee Utd  | 35 | 36 | 11 | 13 | 12 | 36 | 39 | -3  |
|        | 5.   | Celtic      | 34 | 36 | 10 | 14 | 12 | 37 | 37 | 0   |
|        | 6.   | Motherwell  | 34 | 36 | 11 | 12 | 13 | 43 | 47 | -4  |
|        | 7.   | Hibernian   | 34 | 36 | 12 | 10 | 14 | 34 | 41 | -7  |
|        | 8.   | Dunfermline | 30 | 36 | 11 | 8  | 17 | 37 | 50 | -13 |
|        | 9.   | St. Mirren  | 30 | 36 | 10 | 10 | 16 | 28 | 48 | -20 |
|        | 10.  | Dundee      | 24 | 36 | 5  | 14 | 17 | 41 | 65 | -24 |

Legenda:
      Campione di Scozia e qualificata in Coppa dei Campioni 1990-1991.
      Qualificata alla Coppa delle Coppe 1990-1991.
      Qualificata alla Coppa UEFA 1990-1991.
      Retrocesso in Scottish First Division 1990-1991.
Regolamento:
Due punti a vittoria, uno a pareggio, zero a sconfitta.
A parità di punti, le posizioni in classifica venivano determinate sulla base della differenza reti.

## Statistiche

### Squadre

#### Capoliste solitarie
|    | ——  | —— | —— | —— | ——       | ——       | —— | ——     | ——     | ——  | ——  | ——       | ——       | ——       | ——  | ——  | ——  | ——      | ——      | ——      | ——      | ——      | ——      | ——      | ——      | ——      | ——      | ——      | ——      | ——      | ——      | ——      | ——      | ——      | ——      | —— |  |
|    | Cel |    |    |    | Aberdeen | Aberdeen |    | Celtic | Celtic |     |     | Aberdeen | Aberdeen | Aberdeen |     |     |     | Rangers | Rangers | Rangers | Rangers | Rangers | Rangers | Rangers | Rangers | Rangers | Rangers | Rangers | Rangers | Rangers | Rangers | Rangers | Rangers | Rangers | Rangers |    |  |
|    |     |    |    |    |          |          |    |        |        |     |     |          |          |          |     |     |     |         |         |         |         |         |         |         |         |         |         |         |         |         |         |         |         |         |         |    |  |
|    |     |    |    |    |          |          |    |        |        |     |     |          |          |          |     |     |     |         |         |         |         |         |         |         |         |         |         |         |         |         |         |         |         |         |         |    |  |
| 1ª | 2ª  | 3ª | 4ª | 5ª | 6ª       | 7ª       | 8ª | 9ª     | 10ª    | 11ª | 12ª | 13ª      | 14ª      | 15ª      | 16ª | 17ª | 18ª | 19ª     | 20ª     | 21ª     | 22ª     | 23ª     | 24ª     | 25ª     | 26ª     | 27ª     | 28ª     | 29ª     | 30ª     | 31ª     | 32ª     | 33ª     | 34ª     | 35ª     | 36ª     |    |  |

### Individuali

#### Classifica marcatori
| Gol | Rigori |  | Giocatore            | Squadra     |
| --- | ------ |  | -------------------- | ----------- |
| 17  | 4      |  | John Robertson       | Hearts      |
| 16  | 3      |  | Ross Jack            | Dunfermline |
| 15  | 1      |  | Mo Johnston          | Rangers     |
| 14  | 1      |  | Alistair McCoist     | Rangers     |
| 13  | 4      |  | Billy Dodds          | Dundee Utd  |
| 12  | 2      |  | Scott Crabbe         | Hearts      |
| 12  | 1      |  | Guðmundur Torfason   | St. Mirren  |
| 11  | 1      |  | Charlie Nicholas     | Aberdeen    |
| 11  |        |  | Nicholas Cusack      | Motherwell  |
| 11  |        |  | Keith Wright         | Dundee Utd  |
| 9   |        |  | Paul Mason           | Aberdeen    |
| 8   |        |  | Hans Gillhaus        | Aberdeen    |
| 8   |        |  | Dariusz Dziekanowski | Celtic      |
| 8   |        |  | Keith Houchen        | Hibernian   |
| 8   |        |  | Steve Kirk           | Motherwell  |